# Martina Sichardt
Martina Sichardt (* 1956 in Wiesbaden) ist eine deutsche Musikwissenschaftlerin.

## Werdegang
Sichardt studierte in Mainz Schulmusik an der Hochschule für Musik sowie Klassische Philologie, Tonsatz an der Musikhochschule Wien (heute mdw) und Musikwissenschaft an der Freien Universität Berlin bei Rudolf Stephan. Sie wurde mit einer Arbeit über Die Entstehung der Zwölftonmethode Arnold Schönbergs promoviert. Ihre Habilitationsschrift ist ein Entwurf einer narratologischen Beethoven-Analytik.
Von 1987 bis 2008 war Sichardt Wissenschaftliche Mitarbeiterin der Arnold Schönberg Gesamtausgabe. Lehraufträge, Gast- und Vertretungsprofessuren nahm sie seit 1989 an der Hochschule der Künste Berlin, der Hochschule für Musik "Hanns Eisler", der Hochschule für Musik Köln, der Universität Hamburg, der Freien Universität Berlin und der Universität für Musik und darstellende Kunst Wien wahr. Von 2008 bis zu ihrer Emeritierung 2023 war sie Professorin für Musikwissenschaft an der Hochschule für Musik und Theater „Felix Mendelssohn Bartholdy“ Leipzig. Von 2020 bis 2023 leitete sie die Promotionskommission der Hochschule. Seit 2022 ist sie Mitglied der Kommission „Kunstgeschichte, Literatur- und Musikwissenschaft“ in der Sächsischen Akademie der Wissenschaften zu Leipzig.
Für ihre Workshops und Seminare zur musikalischen Interpretationsforschung kann sie auf ihre Erfahrungen als Geigerin im Orchester des Hessischen Staatstheaters Wiesbaden von 1978–1980 und auf langjährige Kammermusikpraxis rekurrieren.
Im Jahr 2016 wurde Sichardt der Sächsische Lehrpreis in der Kategorie Kunsthochschulen verliehen. Anlässlich ihres 60. Geburtstags veranstaltete das Institut für Musikwissenschaft der HMT Leipzig ein Kolloquium mit dem Titel Ciklus von Kleinigkeiten.

## Familie
Sichardt ist mit dem Musikwissenschaftler und ehemaligen Direktor des Staatlichen Instituts für Musikforschung Berlin Thomas Ertelt verheiratet, sie haben zwei Söhne (* 1994 und 1996).
Sichardts Mutter war die Theaterhistorikerin Gisela Sichardt, geb. Wolf (1923–2013), ihr Vater der Musikethnologe Wolfgang Sichardt (1911–2002), ihr Großvater väterlicherseits der Weimarer Musikschriftsteller Friedrich Otto Sichardt (1875–1952).

## Veröffentlichungen
Sichardt ist u. a. (Mit-)Herausgeberin mehrerer Bände der Schönberg-Gesamtausgabe, eines Bandes mit Aufsätzen über Max Regers Werk, eines Handbuchs über Ludwig van Beethovens Kammermusik, von Konferenzschriften über Gesten und über Stimmkunst im 21. Jahrhundert sowie einer Festschrift mit dem Titel Zeitgestalten – Zeit gestalten. Sie schrieb zwei grundlegende Studien über die Komponistin Emilie Mayer.